# Liste der Enigma-Maschinen
Die Liste der Enigma-Maschinen zeigt für den Zeitraum ab 1927 bis 1945 die jährlichen Stückzahlen, die Seriennummern und die Gesamtzahlen der hauptsächlich für das deutsche Militär gefertigten und gelieferten Enigma-Maschinen.
Diese gingen zunächst an die Reichswehr und, nach deren Umbenennung, ab März 1935 dann an die Wehrmacht. Dabei wird unterschieden zwischen einerseits dem für das Heer und die Luftwaffe hergestellten Modell Enigma I und den für die Kriegsmarine bestimmten Modelle der Enigma‑M, insbesondere der Enigma‑M3 und ab 1941 der Enigma‑M4.
Während die laufenden Seriennummern (Lfd. Nr.) der Enigma I stets mit dem Buchstaben A beginnen, ist es bei den Marine-Enigmas der Buchstabe M.
In dieser Liste fehlen die vor 1927 hergestellten Enigma-Modelle, wie beispielsweise die Enigma‑D. Dabei handelt es sich um Chiffriermaschinen, die – anders als die genannten – nicht exklusiv für die militärische Verwendung vorgesehen waren, sondern als kommerzielle Modelle zum Kauf angeboten worden waren. Dazu gehört insbesondere die Maschine mit der Seriennummer A320, die im Jahr 1926 von der britischen Government Code and Cypher School (GC&CS) völlig legal erworben wurde und für kryptanalytische Untersuchungen genutzt wurde.

## Enigma I

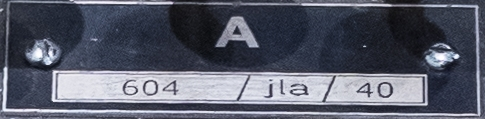
Typenschild einer Enigma I mit der Ser.‑Nr. A604 von H&R (jla) aus dem Jahr 1940

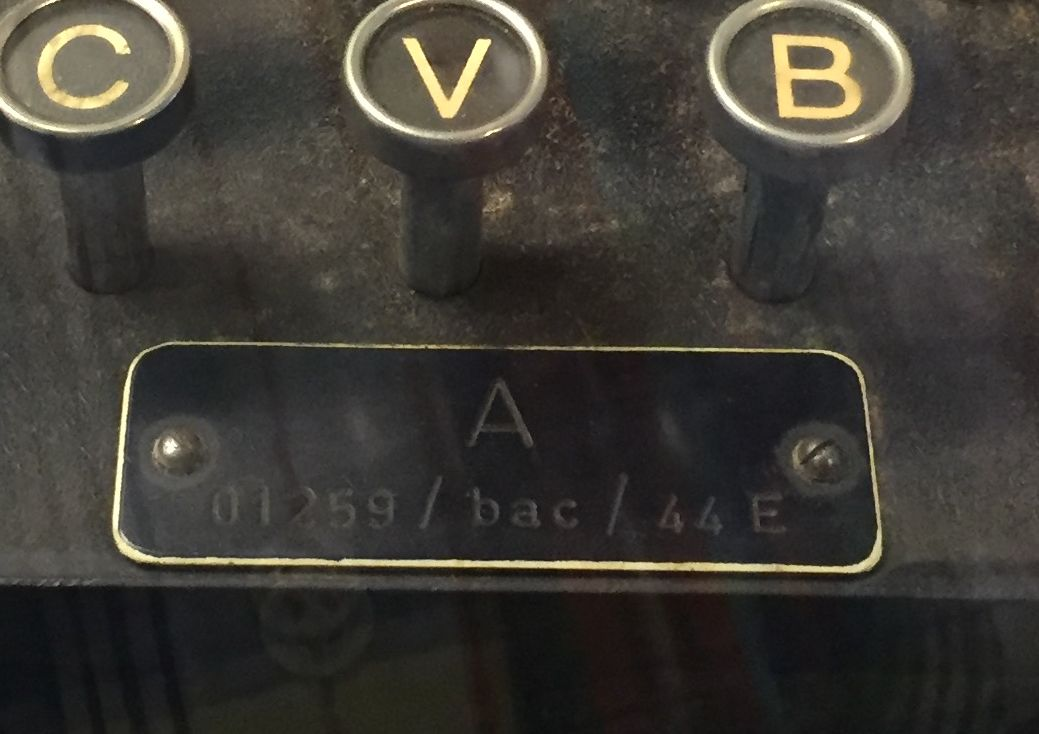
Typenschild einer Enigma I mit der Ser.‑Nr. A01259 aus dem Ertel-Werk (bac) aus dem Jahr 1944

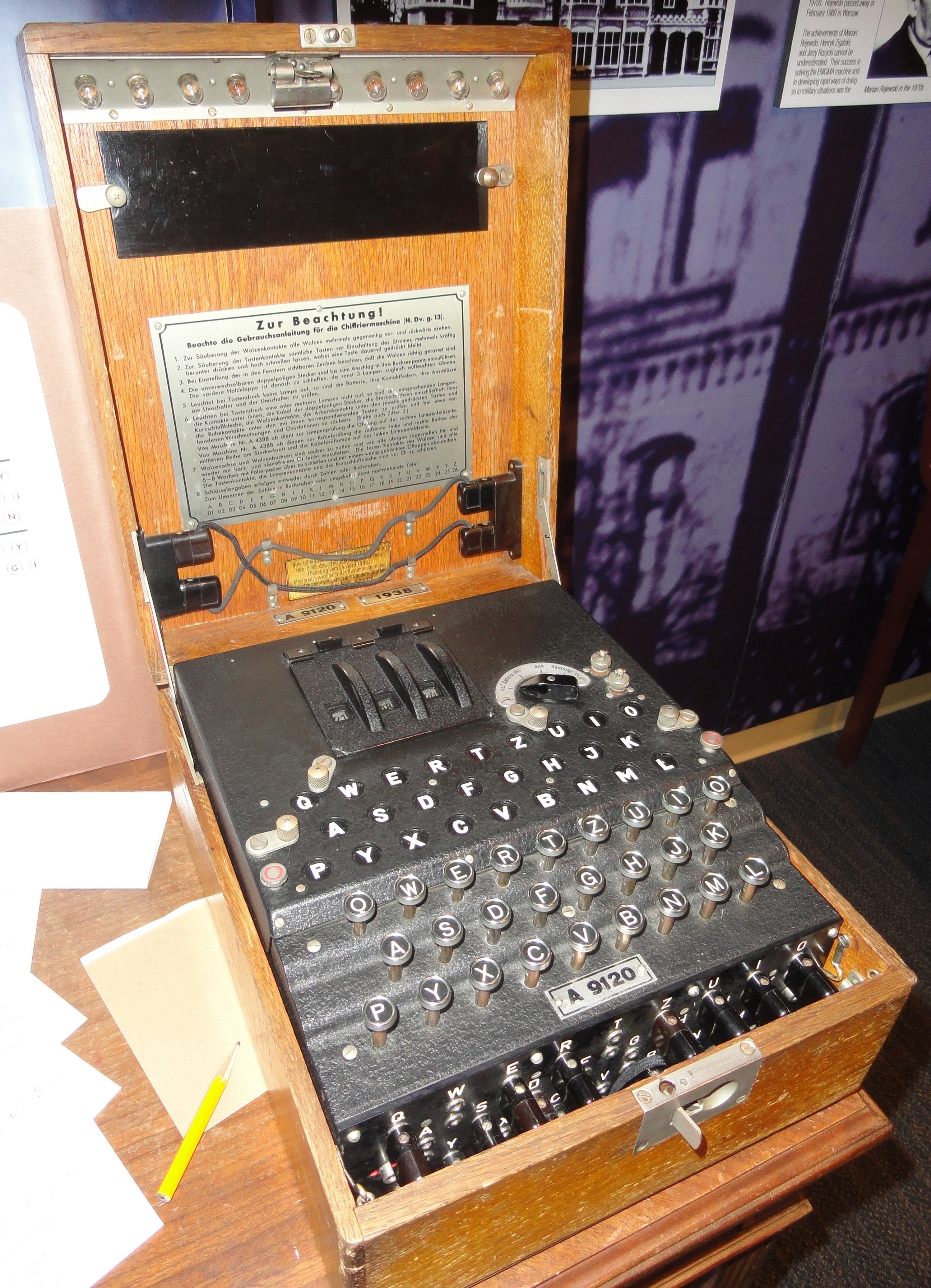
Diese Enigma I mit der Ser.‑Nr. A9120 sollte aus dem Jahr 1938 stammen

Während in den ersten Jahren eine laufende Zählung der hergestellten Maschinen erfolgte, begannen im Jahr 1940, nach Auslagerung der Fertigung auf mehrere Herstellwerke, neue Zählungen. Hierzu sind auch die auf dem Typenschild (Bild) angegebenen codierten Fertigungskennzeichen zu beachten wie beispielsweise „jla“ für Heimsoeth & Rinke (H&R) oder „bac“ für das Ertel-Werk.
| Jahr | Stücke | Lfd. Nr.              | Gesamt |
| ---- | ------ | --------------------- | ------ |
| 1927 | 400    | A366–A765             | 400    |
| 1928 | 12     | A866–A867, A897–A906  | 412    |
| 1929 | 52     | A868–A896, A907–A929  | 464    |
| 1930 | 122    | A930–A934, A936–A1052 | 586    |
| 1931 | 160    | A1053–A1212           | 746    |
| 1932 | 100    | A1253–A1352           | 846    |
| 1933 | 722    | A1353–A2074           | 1568   |
| 1934 | 713    | A2075–A2787           | 2281   |
| 1935 | 1000   | A2788–A3787           | 3281   |
| 1936 | 1738   | A3778–A5525           | 5019   |
| 1937 | 2449   | A5526–A7974           | 7468   |
| 1938 | 2180   | A7975–A10154          | 9648   |
| 1939 | 524    | A10155–A10678         | 10172  |
| 1940 | 760    | A10679–A11438         | 10932  |
| 1941 | 1886   | –                     | 12818  |
| 1942 | 1774   | –                     | 14592  |
| 1943 | 2347   | –                     | 16939  |
| 1944 | 2770   | –                     | 19709  |
| 1945 | 597    | –                     | 20306  |

## Enigma M

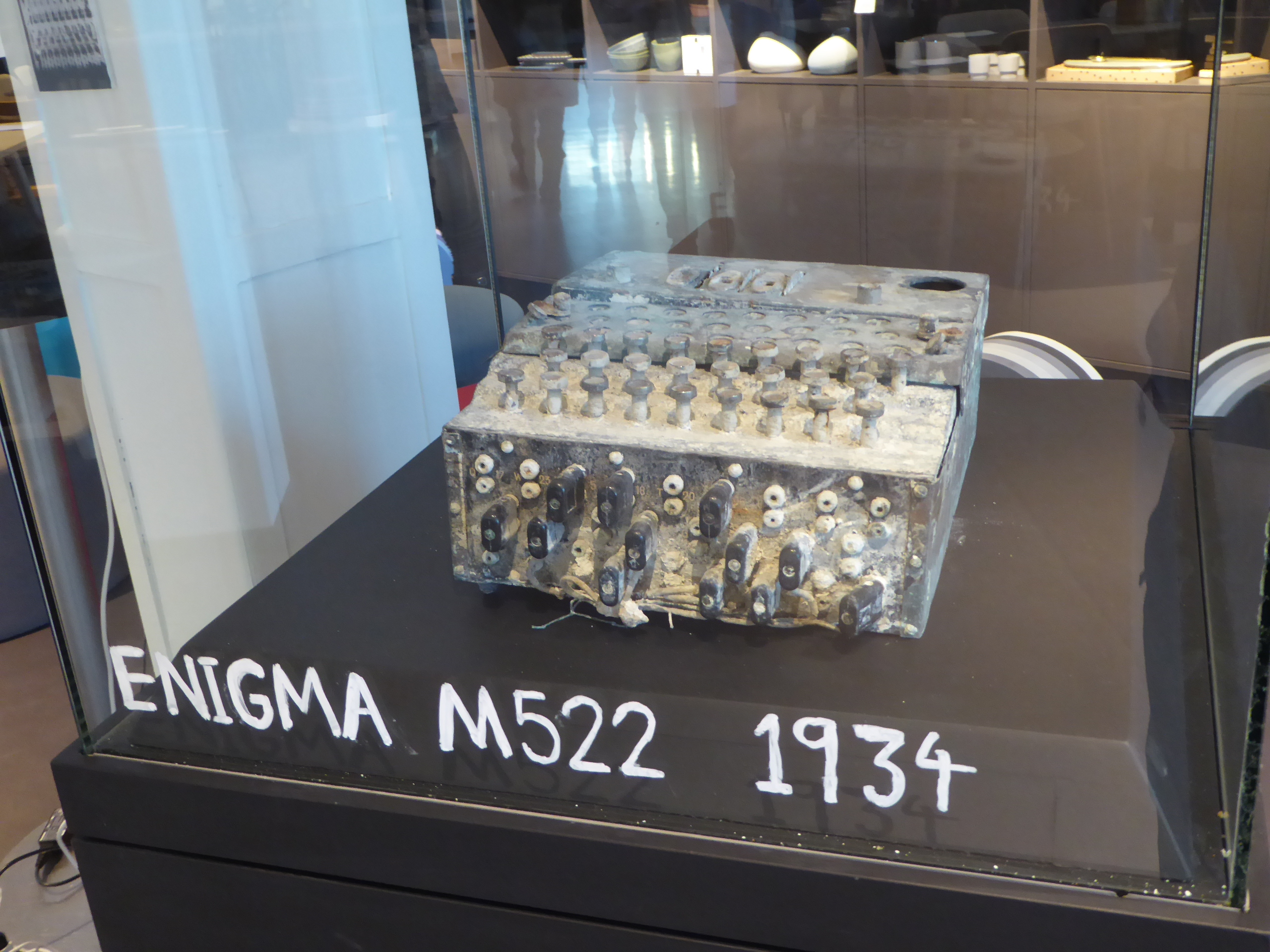
Die vermutlich älteste noch existierende militärische Enigma

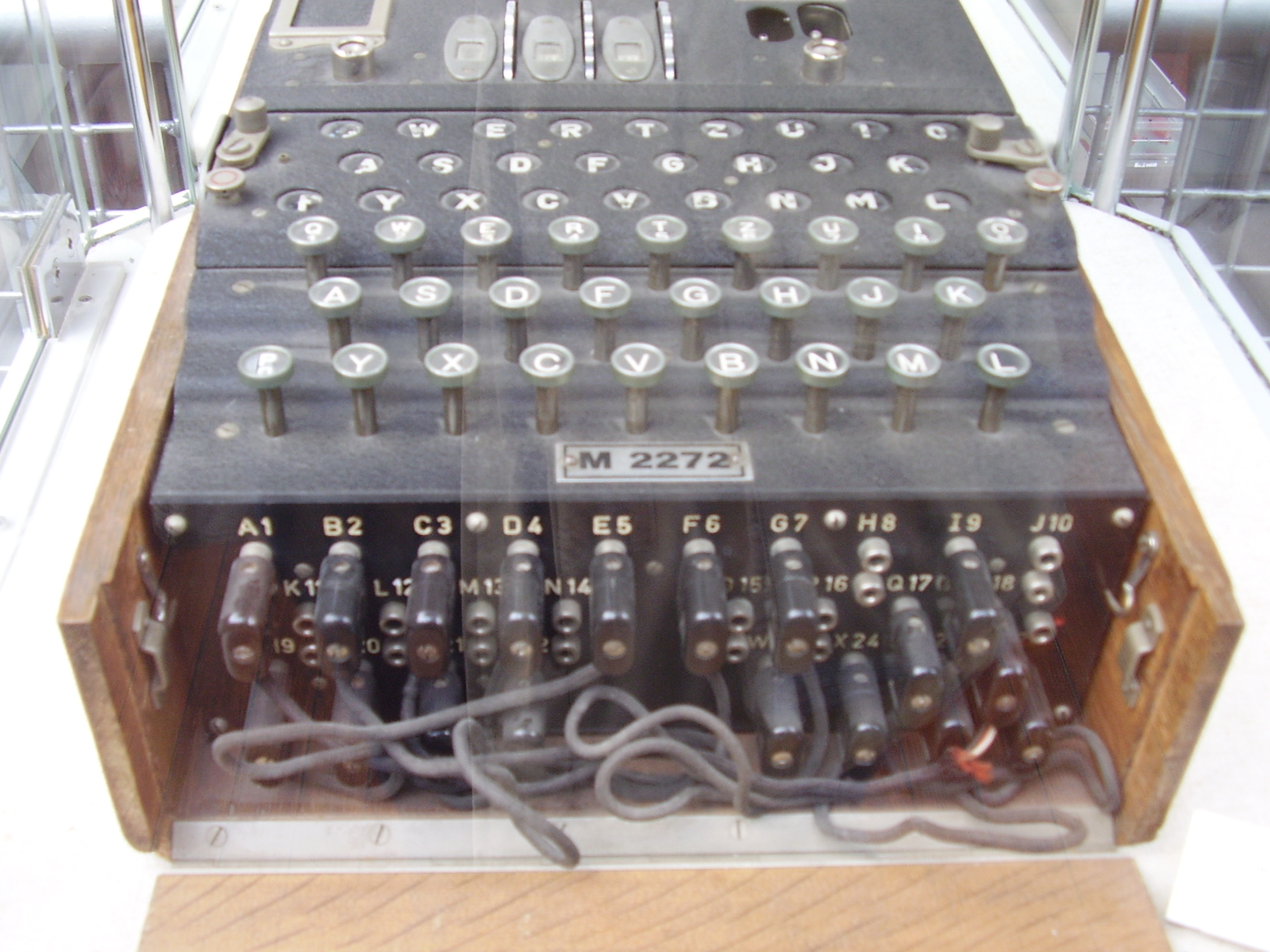
Bei dieser M3 ist die Ser.‑Nr. M2272 deutlich zu sehen

In den Jahren 1934 bis 1937 wurde die Enigma‑M1 hergestellt. Im Jahr 1938 folgte die Enigma‑M2, die im Laufe des Jahres 1939 durch die M3 abgelöst wurde. Ab 1941, beginnend mit der Seriennummer M2802, wurden für die Kriegsmarine ausschließlich M4‑Maschinen hergestellt.
| Jahr | Stücke | Lfd. Nr.    | Gesamt |
| ---- | ------ | ----------- | ------ |
| 1934 | 401    | M501–M901   | 401    |
| 1935 | 60     | M902–M961   | 461    |
| 1936 | –      | –           | –      |
| 1937 | 150    | M962–M1111  | 611    |
| 1938 | 310    | M1112–M1421 | 921    |
| 1939 | 580    | M1422–M2001 | 1501   |
| 1940 | 800    | M2002–M2801 | 2301   |
| 1941 | 1011   | M2802–M3812 | 3312   |
| 1942 | 1450   | M3813–M5262 | 4762   |
| 1943 | 2238   | M5263–M7500 | 7000   |
| 1944 | 1500   | –           | 8500   |
| 1945 | –      | –           | –      |